# Microrregión de Uberaba
La microrregión de Uberaba es una de las  microrregiones del estado brasileño de Minas Gerais perteneciente a la Mesorregión del Triángulo Minero y Alto Paranaíba. Su población fue estimada en 2016 por el IBGE en 382.056 habitantes y está dividida en siete municipios. Posee un área total de 9.360,856 km².

## Municipios
| Municipio             | Área (km²) | Población (2016) | IDH   | PIB en R$ (2005) |
| --------------------- | ---------- | ---------------- | ----- | ---------------- |
| Uberaba               | 4 512,135  | 399 864          | 0,834 | 4 155 077 788,00 |
| Conceição das Alagoas | 1 348,222  | 20 426           | 0,767 | 606 769 804,00   |
| Delta                 | 104,472    | 6 600            | 0,750 | 190 947 846,00   |
| Conquista             | 616,211    | 6 580            | 0,779 | 117 748 429,00   |
| Campo Florido         | 1 261,726  | 6 570            | 0,758 | 155 093 511,00   |
| Veríssimo             | 1 028,577  | 3 667            | 0,776 | 57 436 799,00    |
| Água Comprida         | 489,513    | 2 093            | 0,793 | 50 824 193,00    |